# کیتا ایشی
کیتا ایشی (ژاپنی: 石井 圭太؛ زادهٔ ۲۲ ژوئن ۱۹۹۵) یک بازیکن فوتبال اهل ژاپن است.
از باشگاه‌هایی که در آن بازی کرده‌است می‌توان به باشگاه فوتبال یوکوهاما و باشگاه فوتبال ایواته گرولا موریوکا اشاره کرد.